# Tes tendres années
Tes tendres années is een single van de Franse zanger Johnny Hallyday.
Gerrit den Braber bewerkte het als Spiegelbeeld voor Willeke Alberti. Het origineel Tender Years werd gezongen door George Jones naar een compositie van Darrell Edwards.

## Tracklist

### 7-inch-single
Philips 328 002 JF 1963
1. "Tes tendres années"
2. "Les bras en croix"

### 7-inch-ep
Philips 432.861 BE [fr]
1. "Tes tendres années"" — 2:22
2. "Elle est terrible" — 1:57
3. "Poupée brisée" — 2:10
4. "Mashed Potatoes Time" — 2:24

## Hitnotering
| Tijd voor Teenagers Top 10 | 30-11-1963 | Positie: | 4 | 6 | 9 | uit |